# Small Planet Airlines (Kambodscha)
Small Planet Airlines Cambodia war eine kambodschanische Tochtergesellschaft der litauischen Small Planet Group. Aufgrund der Insolvenz der Small Planet Group im November 2018 musste sie den Betrieb einstellen.

## Geschichte
Small Planet Airlines Cambodia wurde 2017 zusammen mit lokalen Investoren gegründet, nachdem die Small Planet Group in den Vorjahren bereits für Sky Angkor Airlines in Kambodscha aktiv war. Die Intention der Gesellschaft war, die Flugzeuge der Gruppe in der schwachen europäischen Wintersaison zu beschäftigen. Am 3. Oktober 2017 wurde das Air Operator Certificate erteilt und der Flugbetrieb am 30. November 2017 aufgenommen. Die Gesellschaft führte Charterflüge von Siem Reap und Phnom Penh nach China und Südkorea durch.
Nachdem am 9. November 2018 aufgrund von finanziellen Schwierigkeiten der Flugbetrieb eingestellt worden war, wurden die beiden Maschinen im Dezember 2018 nach Shannon überführt und an die Leasinggeber zurückgegeben.

## Flotte
Die Flotte der Small Planet Airlines Cambodia bestand zum Zeitpunkt der Betriebseinstellung aus zwei Airbus A320-200 (XU-801 und XU-802) mit je 180 Sitzplätzen und einem Durchschnittsalter von knapp 20 Jahren, welche von der litauischen Schwester übernommen worden waren. Darüber hinaus sollte ein ehemaliger Easyjet Airbus A319-100 als XU-803 die Flotte verstärken, welcher jedoch nicht mehr übernommen wurde.